# 뇌음신
뇌음신(惱音信, ?~?)은 고구려 말기의 무장이다.

## 생애
661년(보장왕 20년) 5월에 왕명을 받고 뇌음신이 말갈의 장군 생해(生偕)의 군대와 연합하여 신라의 술천성(述川城 : 지금의 경기도 여주)을 침공하였으나 이기지 못하자, 군사를 옮겨 북한산성을 포위하여 열흘이 지나도록 포위망을 풀지 않고, 포차(抛車)를 벌려놓고 돌을 던지며 북한산성을 공격하였다.
북한산성의 성주(城主)인 대사(大舍) 동타천(冬陁川)은 군사를 지휘하여 20여 일간을 견뎠으나 군량과 힘이 다하여 신라는 위태롭게 되었다. 이 때 별안간 큰 별이 고구려군진에 떨어지고 번개와 벼락이 치며 큰비를 퍼부으니, 고구려군은 포위를 풀고 물러갔다.

## 북한산성 전투의 행적
중국 측 사서에는 등장하지 않으며 《삼국사기》에만 등장한다. 661년은 이미 백제가 망한 직후이므로 백제 부흥군을 지원 또는 백제 멸망에 따른 신라에 대한 견제를 위해 고구려가 신라를 공격한 것으로 추측된다. 주목할 것은 말갈의 장수와 말갈 군사가 신라 침공에 동원되었는데, 661년 시점에도 말갈은 고구려와 긴밀한 유대관계를 맺고 있었다는 추측이 가능하다.

## 뇌음신이 등장한 작품
- 《연개소문》(SBS, 2006년~2007년, 배우 : 강신범)
- 《대왕의 꿈》(KBS, 2012년~2013년, 배우 : 김선동)